# Meridià 162 a l'est
El meridià 162 a l'est de Greenwich és una línia de longitud que s'estén des del pol Nord travessant l'oceà Àrtic, Àsia, Oceania l'oceà Índic, l'oceà Antàrtic, Australàsia i l'Antàrtida fins al pol Sud.
El meridià 162 a l'est forma un cercle màxim amb el meridià 18 a l'oest. Com tots els altres meridians, la seva longitud correspon a una semicircumferència terrestre, uns 20.003,932 km. Al nivell de l'Equador, és a una distància del meridià de Greenwich de 18.034 km.

## De Pol a Pol
Començant en el pol Nord i dirigint-se cap al pol Sud, aquest meridià travessa:
| Coordenades                               | País, territori o mar   | Notes |
| ----------------------------------------- | ----------------------- | --- |
| 90° 0′ N, 162° 0′ E / 90.000°N,162.000°E  | Oceà Àrtic              | |
| 75° 51′ N, 162° 0′ E / 75.850°N,162.000°E | Mar de Sibèria Oriental | Passa entre les Illes Medvièji, Sakhà, Rússia (at 70° 40′ N, 162° 0′ E / 70.667°N,162.000°E) |
| 69° 33′ N, 162° 0′ E / 69.550°N,162.000°E | Rússia                  | Sakhà Districte autònom de Txukotka — des de 68° 21′ N, 162° 0′ E / 68.350°N,162.000°E Óblast de Magadan — des de 64° 48′ N, 162° 0′ E / 64.800°N,162.000°E |
| 61° 22′ N, 162° 0′ E / 61.367°N,162.000°E | Mar d'Okhotsk           | Badia de Pénjina |
| 60° 26′ N, 162° 0′ E / 60.433°N,162.000°E | Rússia                  | Krai de Kamtxatka — Península de Kamtxatka |
| 55° 55′ N, 162° 0′ E / 55.917°N,162.000°E | Oceà Pacífic            | |
| 54° 58′ N, 162° 0′ E / 54.967°N,162.000°E | Rússia                  | Krai de Kamtxatka — Península de Kamtxatka |
| 54° 42′ N, 162° 0′ E / 54.700°N,162.000°E | Oceà Pacífic            | Passa a l'oest de l'atol Enewetak, Illes Marshall (a 11° 30′ N, 162° 5′ E / 11.500°N,162.083°E) · Passa a l'est de l'illa d'Ulawa, Illes Salomó (a 9° 42′ S, 161° 59′ E / 9.700°S,161.983°E) · Passa a l'est de l'illa de Malaupaina, Illes Salomó (a 10° 14′ S, 161° 59′ E / 10.233°S,161.983°E) |
| 10° 29′ S, 162° 0′ E / 10.483°S,162.000°E | Illes Salomó            | Illa de Makira |
| 10° 48′ S, 162° 0′ E / 10.800°S,162.000°E | Mar del Corall          | |
| 27° 28′ S, 162° 0′ E / 27.467°S,162.000°E | Oceà Pacífic            | |
| 60° 0′ S, 162° 0′ E / 60.000°S,162.000°E  | Oceà Antàrtic           | Passa a l'oest de l'illa Young, illes Balleny, reclamades per Nova Zelanda (a 66° 20′ S, 162° 7′ E / 66.333°S,162.117°E) |
| 70° 23′ S, 162° 0′ E / 70.383°S,162.000°E | Antàrtida               | Dependència de Ross, reclamat per Nova Zelanda |